# Lobelia lindblomii
Lobelia lindblomii är en klockväxtart som beskrevs av Gottfried Wilhelm Johannes Mildbraed. Lobelia lindblomii ingår i släktet lobelior, och familjen klockväxter. Inga underarter finns listade i Catalogue of Life.